# Wilhelm Feußner
Friedrich Wilhelm Feussner (* 25. Februar 1843 in Hanau; † 5. September 1928 in Marburg) war ein deutscher Physiker und älterer Bruder von Karl Feußner.

## Leben und Wirken
Nach dem Besuch des Gymnasiums (Abitur 1861) in Rinteln studierte er an der Universität in Heidelberg bei Gustav Robert Kirchhoff, wo er noch im gleichen Jahr Mitglied der Burschenschaft Allemannia Heidelberg wurde, und an der Philipps-Universität Marburg bei Christian Ludwig Gerling, wo er 1867 nach der Verteidigung der Dissertation „Über die Messung der Wärme durch die Veränderung des elektrischen Widerstandes mit der Temperatur“ zum Dr. phil. promoviert wurde. Zwei Jahre später wurde er nebenberufliches Mitglied der Gesellschaft der Naturwissenschaftförderung in Marburg.
Seit 1871 arbeitete er als Privatdozent der Physik und Mathematik an der Marburger Universität. Ab 1872 leitete er auch an Wilhelm Lotz’ Stelle die Universitätsbibliothek. Als 1876 der preußische Kultusminister Adalbert Falk eine neu errichtete Stelle besetzen wollte und die philosophische Fakultät um Vorschläge bat, wollte man Feußner berufen. Dem widersetzte sich aber Ordinarius Franz Melde und 1877 wurde Ferdinand Braun berufen. Zwei Jahre später konnte Feußner dessen Nachfolge antreten.
1881 wurde er etatmäßiges Mitglied der Gesellschaft zur Förderung der Naturwissenschaften in Marburg und bekleidete das Amt des Professors für Theoretische Physik an der Marburger Universität. Als Extraordinarius für mathematische Physik las er 1887 bis 1901/02 über kinetische Gastheorie. 1908 wurde er Honorarprofessor für Theoretische Physik in Marburg. Nach seiner Emeritierung im Jahr 1918 beteiligte er sich am Kapitel zur Interferenz zu Ernst Gehrckes Handbuch der physikalischen Optik.
Um 1880 hatte er Interferenzstreifen keilförmiger Blättchen beobachtet. Seine Theorie hierzu wurde von Albert Wangerin widerlegt.
1902 veröffentlichte er in den Annalen der Physik einen Artikel zu Spanning Trees.
Er war seit 1888 Mitglied der Deutschen Akademie der Naturforscher Leopoldina.

## Familie
Feußner war der Sohn des Gymnasialoberlehrers in Hanau und Rinteln, Heinrich Feußner (1803–1877) und dessen Ehefrau Marie Cöster (* 1818), der Tochter des Hanauer Landrats Georg Friedrich Cöster (1780–1839).

## Veröffentlichungen
- Über die Absorption des Lichtes bei veränderter Temperatur. In: Monatsberichte der Königlich Preußischen Akademie der Wissenschaften zu Berlin. 1865, S. 144–147 (Online, bei bbaw.de)
- Ueber den Bumerang. Sitzungsberichte der Gesellschaft zur Beförderung der gesammten Naturwissenschaften zu Marburg. Marburg 1869, N 1 (Januar), S. 7–15 (Online, bei books.google.de)
- Über zwei neue Methoden der Höhemessung der Wolken. 1871
- Ueber die von Hrn. Sekulic beschriebene Interferenzerscheinung. In: Annalen der Physik und Chemie. 1873, Band 9, N 8, S. 561–564.
- Über die Beschreibung der Interferenz. 1873
- Neuer Beweis der Unrichtigkeit der Emissionstheorie des Lichts. In: Annalen der Physik. Band 236, Nr. 2, 1877, S. 317–332
- Über die Interferenz in dünnen Bänden mit der Eintragung der Theorie über Ringe von Newton. 1881
- Ueber Stromverzweigung in netzförmigen Leitern. In: Annalen der Physik. Band 314, 1902, Heft 13 (Online, bei uni-jena.de; PDF; 1,3 MB)
- Zur Berechnung der Stromstärke in netzförmigen Leitern. In: Annalen der Physik. Band 15, 1904, Heft 12, Kapitel 7
- Ueber zwei Sätze der Elektrostatik (betr. Die potentielle Energie eines Leitersystems). Festschrift L. Boltzmann gewidmet. Leipzig 1904